# Nothalten
Nothalten település Franciaországban, Bas-Rhin megyében. Lakosainak száma 424 fő (2022. január 1.). Nothalten Blienschwiller, Bernardvillé, Epfig, Itterswiller és Reichsfeld községekkel határos.

## Népesség
A település népességének változása:
| Lakosok száma | 465  | 461  | 474  | 456  | 456  | 456  | 455  | 440  | 424  |
|               | 2013 | 2015 | 2016 | 2017 | 2018 | 2019 | 2020 | 2021 | 2022 |